# Сокол (Свердловская область)
Со́кол — посёлок городского типа (военный городок) в муниципальном округе город Нижний Тагил Свердловской области России. До января 2025 назывался Покровское-1.
Расположен у северо-западных окраин села Покровского соседнего муниципального округа Горноуральский. К северу от посёлка находится аэродром Салка. 
Стал выделяться как посёлок Покровское-1 в составе городского округа город Нижний Тагил законом от 2007 года, утратившим силу в 2015 году в связи с принятием нового закона о границах муниципальных образований Свердловской области. Как посёлок Сокол (Покровское-1) относится к Покровской территориальной администрации города Нижний Тагил. 
Действующими уставом города и актуальным законом «О границах муниципальных образований, расположенных на территории Свердловской области» от 20 июля 2015 года посёлок Покровское-1 как отдельный населённый пункт не выделяется.
1 марта 2024 года на заседании думы Нижнего Тагила принято решение о повторном образовании посёлка городского типа с предполагаемым наименованием Сокол. Посёлок повторно образован 26 марта 2024 года
20 января 2025 года распоряжением Правительства Российской Федерации №67-р «присвоить наименование Сокол посёлку городского типа».